# Dirphia melanosoma
Dirphia melanosoma är en fjärilsart som beskrevs av Friedrich Wilhelm Niepelt 1934. Dirphia melanosoma ingår i släktet Dirphia och familjen påfågelsspinnare. Inga underarter finns listade i Catalogue of Life.